# Ривха Титоковару
Ривха Титоковару (ок. 1823—1888) — маорийский племенной лидер в регионе Таранаки в Новой Зеландии.

## Ранняя жизнь
Ривха был лидером подплемени (сменившим своего отца «Титоковару») нгати-руануи и нгаруахине в Южном Таранаки. Многое из того, что было достигнуто его отцом, было ошибочно приписано сыну; это были события межплеменной войны во время его подросткового возраста. Существует некоторая тайна о его ранней жизни, но известно, что он стал методистом в 1842 году, был крещен и получил имя Хохепа Отене (назван в честь миссионера). Он присоединился к «Движению короля» и участвовал в Первой войне Таранаки в 1860 и 1861 годах.
В 1865 и 1866 годах британские войска провели карательную кампанию по всему Таранаки, хотя и не смогли добиться решающего результата.
В 1867 году Титоковару объявил этот год годом мира, «годом дочерей»…годом агнца", и он повел более 100 своих последователей на марш мира зимой 1867 года от Вайхи, недалеко от Хаверы, до Патеа и Уонгануи и закончился в Пипирики в верховьях реки Уонгануи.
Однако продолжающиеся споры с поселенцами оказались невыносимыми, и в 1868 году Титоковару начал войну.

## Война Титоковару (1868—1869)
В июне 1868 года войска Титоковару разрушили блокпост колонистов в Турутурумокай, в глубине Хаверы. Колониальный ответ заключался в отправке большого контингента для уничтожения крепости Титоковару. 7 сентября 1868 года колониальные войска потерпели поражение с большими потерями. Затем крепость была покинута. Среди погибших был знаменитый прусский авантюрист Густав фон Темпски. До того, как стать гарнизоном Пакеха, Турутурумокай был небольшим лагерем маори, который был обнаружен заброшенным. Позже, после тщательного обследования, было также обнаружено, что, вопреки внешнему виду, Турутурумокай не был таким непобедимым, как думали британские войска. Решение маори покинуть Турутурумокай было стратегическим шагом.
Затем Титоковару продвинулся на юг и разбил вторую колониальную армию при Мотуроа. Затем он остановился в Тауранга Ика и приступил к строительству ещё одной крепости па. По словам Джеймса Белича, эта крепость в форме ромба считается самой прочной из когда-либо построенных в Новой Зеландии. Он имел многочисленные подземные бункеры и туннели, которые могли выдержать сильную бомбардировку. Существовало три типа огневых позиций: траншеи, частокол с бойницами и бастионы в европейском стиле, с которых можно было вести огонь по фронтам ромба. В северо-западном углу находилась высокая смотровая башня. В 5 часов утра 2 февраля 1869 года передовой отряд подошел к крепости на расстояние нескольких сотен метров, и артиллерия открыла огонь. Маори открыли ответный ружейный огонь изнутри. Под покровом темноты колониальные силы закрыли форт на расстояние крика. Обе стороны кричали и пели, чтобы подбодрить себя, пока в 3 часа ночи бои не достигли пика, постепенно затихая до рассвета. На рассвете армия заметила, что в па стало очень тихо. Трое мужчин с большой осторожностью приблизились к оа и обнаружили, что он пуст.

## Дальнейшая жизнь
Его более позднее понимание необходимого союза двух народов (маори и поселенцев) было несравнимо. Он выступал за мир и дипломатию между британцами и маори. Он исповедовал свое собственное религиозное учение, демонстрируя большую терпимость, что было отмечено многими поселенцами и авторитетными деятелями его времени.
В 1886 году он участвовал в мирной оккупации земель близ Манайи. Титоковару и ещё девять человек были доставлены в Веллингтон и, проведя в тюрьме два с половиной месяца, предстали перед судом и были приговорены к тюремному заключению, где он и скончался.
История Титоковару, прославляемого как военачальника, пророка и миротворца, канула в лету, прежде чем была популяризирована новозеландским историком Джеймсом Беличем в его работах о Новозеландских войнах. Он также является героем романа Мориса Шэдболта «Воины понедельника». Персонаж Те Кай По в фильме 2005 года «Королева реки», которого сыграл новозеландский актёр Темуэра Моррисон, во многом основан на Титоковару.